# De twee broers (volksverhaal)
De twee broers is een volksverhaal uit Turkije.

## Het verhaal
Er zijn twee broers, de oudste is dom en de jongste slim. De domme broer gooit een steen naar een vrouw en ze is op slag dood. Hij draagt haar naar zijn huis en de jongste broer is boos. Ze begraven de vrouw en de jongste zegt dat de oudste hier niks over mag vertellen. Na een tijdje vraagt de buurt zich af wat er is gebeurd. De rechter komt thuis en merkt dat zijn moeder is verdwenen, hij looft een geldbeloning uit. De broers horen over de beloning en de oudste broer wil alles vertellen aan de rechter. De jongste broer krijgt een idee en slacht een van hun geiten. Hij legt de dode geit in het graf van de vrouw en als de rechter hoort wat de domme broer vertelt, laat hij het controleren. De hoorns van de geit worden opgegraven en de broer vraagt of de moeder van de rechter hoorns had. De rechter antwoordt dat dit niet het geval is en als de vacht zichtbaar wordt, vertelt de rechter dat zijn moeder geen vacht had. De rechter wordt woedend als de broer vraagt of de moeder vier poten had en vertrekt. Zo ontliepen de broers een straf, maar ook een beloning.